# Black Sails at Midnight
Albums de Alestorm
Leviathan
(2008) Back Through Time
(2011)
Black Sails at Midnight est le second album studio du groupe de pirate metal écossais Alestorm.
Il est paru le 29 mai 2009, sur le label Napalm Records.

## Formation

### Alestorm
- Christopher Bowes - chant, claviers, tin whistle
- Dani Evans - guitare, basse, chœurs
- Ian Wilson - batterie, chœurs[1]

### Autres contributeurs
- Justus Twele - cornemuse
- Heinrich Gimpel - trombone
- Mirjam Beyer - violon
- Lasse Lammert - guitare, chœurs
- Migo Wagner - batterie
- Carsten Petersen et Tobias Hain - trompette
- Bee Bloodpunch, Tim Shaw et Brendan Casey - chœurs

## Pistes de l'album
1. The Quest (4:56)
2. Leviathan (5:55)
3. That Famous Ol' Spiced (4:45)
4. Keelhauled (3:42)
5. To the End of Our Days (6:22)
6. Black Sails at Midnight (3:30)
7. No Quarter (3:02)
8. Pirate Song (4:02)
9. Chronicles of Vengeance  (6:24)
10. Wolves of the Sea (3:33)
11. P is for Pirate (iTunes bonus track) (0:50)